# Jan Willem Hendrik Rutgers van Rozenburg (1874-1956)
Jhr. mr. Jan Willem Hendrik Rutgers van Rozenburg (Amsterdam, 1 september 1874 - Bilthoven, 3 april 1956) was een Nederlandse politicus.
Jan Willem was een zoon van Louis Rutgers van Rozenburg en Catharina Elisabeth Schouwenburg. Jan Willem huwde op 22 februari 1900 in Maartensdijk met Godfrieda Charlotte barones van Boetzelaer.
Rutgers van Rozenburg was politiek zeer betrokken. Hij was een gematigd CHU-Tweede Kamerlid in het interbellum. Hij was een Utrechtse jonkheer, die na advocaat en lid van de gemeenteraad & wethouder van Baarn te zijn geweest, bij Koninklijk Besluit van 3 oktober 1916 werd benoemd tot burgemeester van Baarn. Hij was dat vervolgens van 16 oktober 1916 tot 1 juli 1923. Hij kwam in 1922 in de Tweede Kamer en hield zich met diverse onderwerpen bezig. In 1923 bood hij De Geer na diens aftreden als minister zijn Kamerzetel aan, maar die maakte daar geen gebruik van. Hetzelfde gebeurde in 1926 na het aftreden van Schokking als minister. Schokking nam dat aanbod wel aan. Rutgers keerde in 1929 terug in de Kamer en bleef tot 1946 lid.
Hij werd in 1934 Ridder in de Orde van de Nederlandse Leeuw.
- Biografisch Portaal: 99876138
- Nederlandse Thesaurus van Auteursnamen: 145486516
- Parlement.com: vg09ll6c14zx
- Virtual International Authority File: 282705925
- WorldCat: E39PBJyrVrkRctR69VBjr8HDMP